# Proročanstvo papa
Proročanstvo papa je lista od 112 kratkih latinskih fraza za koje se tvrdi da predstavljaju svakog papu (kao i nekoliko antipapa), počevši od pape Celestina II. (izabranog 1143.) i završavajući se s budućim papom u proročanstvu opisanim kao Petar Rimljanin, čiji će se pontifikat završiti uništenjem grada Rima i Posljednjim sudom.

## Autentičnost proročanstva
Proročanstvo je zasnovano na otkrivenju koje je doživio sveti Malahija, nadbiskup Armagha u Irskoj iz 12. stoljeća. Prema onima koji vjeruju u autentičnost proročanstva, Malahija je došao u Rim 1139. na poziv pape Celestina II. Tijekom svog boravka doživio je viziju svih budućih papa, koju je zabilježio u vidu šifriranih fraza. Rukopis je navodno položio u rimsku pismohranu sâm papa i on je zaboravljen. Malahijina biografija Bernarda od Clairvauxa ne spominje proročanstva, niti su ona spominjana u bilo kakvom tekstu dok nisu nađena u rimskoj pismohrani 1590. godine. Ovo je navelo na teoriju da je proročanstvo krivotvorina iz 16. stoljeća. Oni koji negiraju autentičnost proročanstva tvrde da fraze odgovaraju papama do vremena nalaženja isprave, ali da su kasnije sličnosti ili slučajnosti ili ishod prevelike uopćenosti fraza.

## Interpretacije
Interpretacija fraza se oslanja na nalaženje veze između same fraze i papinog rodnog mjesta, papskog grba ili događaja iz njegovog pontifikata. Na primjer, prva fraza, Ex castro Tiberis (iz zamka na Tibru), odgovara rodnom mjestu pape Celestina II., Città di Castello na rijeci Tibru. Papa Klement XIII., koji je koristio ružu na svom grbu, a rođen je u Umbriji, zvan je u proročanstvu Rosa Umbriae (ruža Umbrije). U skorije vrijeme, neki proučavatelji proročanstava su skrenuli pažnju na ovo proročanstvo zbog toga što su pronađene sličnosti između fraza i skorijih papa, kao i zbog skorog kraja popisa. Papa Pavao VI., koji je vladao od 1963. do 1978. je opisan u proročanstvu kao Flos florum (cvijet cvjetova). Njegov osobni grb je nosio tri ljiljana. Njegov nasljednik, papa Ivan Pavao I., je označen frazom De medietate Lunae ([onaj koji je] od pola mjeseca, ili polumjeseca). Izabran je 26. kolovoza 1978., dan nakon posljednje četvrtine mjeseca i vladao samo mjesec dana. Papa Ivan Pavao II. je rođen 18. svibnja 1920. na dan potpune pomrčine Sunca. Njegova proročanska fraza je De labore Solis (onaj koji je, od porođaja Sunca). Nakon Ivana Pavla II., u proročanstvu su navedena još samo dvojica papa. Fraza koja se odnosi na papu Benedikta XVI. je Gloria Olivae (slava masline), a posljednja fraza, koja se odnosi na posljednjeg papu, je najduža i glasi: In persecutione extrema S.R.E. sedebit Petrus Romanus, qui pascet oues in multis tribulationibus: quibus transactis ciuitas septicollis diruetur, & Iudex tremêdus iudicabit populum suum. Finis.  Prijevod: Usred golemog progona, na prijestolje Svete rimske crkve će sjesti Petar Rimljanin, koji će napasati svoje stado tijekom mnogih stradanja, nakon čega će grad sedam brda biti uništen, i strašni Sudac će suditi svome narodu. Kraj. Ipak, mnoga tumačenja, kako starih i suvremenih učenjaka Katoličke crkve, tako i mnogih proučavatelja proročanstava ističu da se nigdje ne kaže da će golemi progon nastupiti nakon pontifikata Benedikta XVI., nego samo da će Petar Rimljanin biti posljednji papa prije Posljednjeg suda. Očito je da se Petar Rimljanin odnosi na pripadnost narodu, odnosno da će zadnji papa biti Talijan. Neki tumače da se grad sedam brda, koji će biti uništen, ne odnosi na sam Rim nego na Vatikan kao državu, odnosno na ukidanje države Vatikana (Vatikan je danas neovisan i najmanja je država na svijetu po površini). Posljednje proročanstvo, samom svojom dužinom i stilom odudara od ostalih, te se može promatrati izdvojeno, tako da između Gloria olivae (Benedikta XVI.) i Petrus Romanus može biti još puno papa. Benedikt XVI. odstupio je s dužnosti pape 28. veljače 2013. Dana 13. ožujka 2013. za papu je izabran Argentinac Jorge Mario Bergoglio koji je uzeo crkveno ime Franjo. Pošto novoizabrani papa nema ni svjetovno ni crkveno ime Petar moglo bi se zaključiti da se proročanstvo nije ostvarilo. 